# نگهبان (فیلم ۱۹۷۱)
نگهبان (به هندی: Rakhwala) فیلمی محصول سال ۱۹۷۱ و به کارگردانی آدورتی سوبا رائو است. در این فیلم بازیگرانی همچون درمندرا، لنا چانداوارکار، وینود کانا ایفای نقش کرده‌اند.